# Lisbon (Illinois)
Lisbon – wieś w Stanach Zjednoczonych, w stanie Illinois, w hrabstwie Kendall.